# Nunam Iqua
Nunam Iqua anciennement appelée Sheldon Point est une localité d'Alaska aux États-Unis dans la Région de recensement de Wade Hampton. En 2010, il y avait 187 habitants.

## Situation - climat
Elle est située sur la branche sud du fleuve Yukon à 14 km au sud d'Alakanuk, à 29 km à l'ouest d'Emmonak sur le delta du Yukon-Kuskokwim.
La moyenne des températures est de 26 °C en juillet et de −32 °C en janvier.

## Histoire
Elle était à l'origine un camp de pêche, à cause de sa proximité avec la rivière Black. Son nom en Yupik signifie la fin de la toundra. Un homme appelé Sheldon ouvrit une entreprise de salaison en 1930 et l'exploita jusqu'en 1940. Ensuite, c'est la Northern Commercial Company qui continua. Le village a été référencé pour la première fois en 1950, il y avait alors 43 habitants. Le village lui-même s'est nommé Sheldon Point en 1974 et c'est en 1999 que les habitants lui donnèrent le nom de Nunam Iqua.

## Économie
La salaison commerciale du poisson a été le point de départ de la création de la localité et représente encore la principale activité. Les habitants y pratiquent aussi une économie de subsistance à base de chasse, de pêche et de la commercialisation des fourrures.

## Démographie
| 1950 | 1960 | 1970 | 1980 | 1990 | 2000 | 2010 | - |
| ---- | ---- | ---- | ---- | ---- | ---- | ---- | - |
| 43   | 125  | 125  | 103  | 109  | 164  | 187  | - |

## Sources et références
- (en) CIS

- (en) Cet article est partiellement ou en totalité issu de l’article de Wikipédia en anglais intitulé « Nunam Iqua, Alaska » (voir la liste des auteurs).

1. ↑  « Statistiques des États-Unis - Alaska - Profils des communautés de 2010 » (consulté en novembre 2020)